# Акбулут, Юсуф
Юсуф Акбулут (тур. Yusuf Akbulut; 19 марта 1990 года, Карабюк) — турецкий футболист, играющий на позиции нападающего. Ныне выступает за турецкий клуб «Карабюкспор».

## Клубная карьера
Юсуф Акбулут — воспитанник турецкого футбольного клуба «Карабюкспор» из своего родного города. В августе 2008 года он был отдан в аренду команде Третьей лиги «Карабюкспор». Впоследствии Акбулут выступал за целый ряд клубов Третьей лиги.
В середине января 2018 года нападающий вернулся в «Карабюкспор». 20 января того же года Юсуф Акбулут дебютировал в турецкой Суперлиге, выйдя на замену в самой концовке домашнего поединка против «Генчлербирлиги».